# Пелагеевка (Кировоградская область)
Пелагеевка (укр. Пелагеївка; до 2024 года — Першотравневое) — посёлок в Долинской городской общине Кропивницкого района Кировоградской области Украины. До 2020 года входил в состав Долинского района
Население по переписи 2001 года составляло 527 человек. Почтовый индекс — 28530. Телефонный код — 5234. Код КОАТУУ — 3521987401.

## Происхождение названия
Посёлок был назван в честь праздника весны и труда Первомая, отмечаемого в различных странах 1 мая; в СССР он назывался Международным днём солидарности трудящихся. В сентябре 2024 года, постановлением Верховной Рады Украины посёлку было присвоено название Пелагеевка